# Ivan Regent
Ivan Regent [ívan régent], slovenski revolucionar, publicist in politik; * 24. januar 1884, Kontovel pri Trstu, † 26. september 1967, Ljubljana, SR Slovenija.

## Življenje
V rojstni vasi je končal štiri razrede osnovne šole, kar je bila vse do konca življenja njegova edina formalna izobrazba. V prvo službo je šel, ko je bil star 13 let. Trst kot naglo razvijajoče se pristaniško mesto je potreboval veliko delavcev. Delodajalci so jih brezobzirno izkoriščali in mladi Ivan se je, kmalu po krvavih dogodkih ob splošni stavki v Trstu leta 1902, vpisal v tržaško sekcijo Jugoslovanske socialnodemokratske stranke (JSDS). Raznašati je začel časopis Rdeči prapor in italijanski socialistični dnevnik Il Lavoratore, leta 1904 pa so začeli izhajati njegovi članki, med njimi tudi prvi (danes znani) podlistek Na sejmu, najprej v Rdečem praporu, zatem pa v njegovem nasledniku, listu Zarja. Hkrati se je samoizobraževal, kolikor so mu dopuščale razmere. Njegov prvi politični vzornik je bil zlasti Etbin Kristan.
V letih 1904–1905 je bil Regent eden ustanoviteljev in vodilnih odbornikov Ljudskega odra, prvega modernega delavskega kulturno-prosvetnega društva med Slovenci v Trstu. Že prvo leto po prvi svetovni vojni je imel na Primorskem in v Istri 64 podružnic. Skoraj vsaka je premogla pevski zbor, dramski odsek, knjižnico, čitalnico, predavateljski odsek ipd. Njegovi nalogi sta bili, izobraževati slovensko in hrvaško ljudstvo, predvsem delavsko, in v njem širiti najvišje dosežke takratne znanosti in umetnosti. Tam je leta 1912 spoznal Malko Ličar; poročila sta se tri leta pozneje in ostala skupaj za vse življenje.
Oder je bil prava ljudska univerza, z veliko knjižnico in številnimi odseki. Drugod na slovenskem narodnem ozemlju takrat ni bilo nobene organizacije, ki bi se tako posvetila prosvetljevanju delavstva; nad njenim delovanjem se je navdušil tudi Ivan Cankar, ko je obiskoval Trst. Toda knjige, glasbene inštrumente in ves drug inventar centrale in podružnic so fašisti ob prvi priložnosti sežgali.
Regent je v Trstu zamenjal več delovnih mest; nazadnje se je zaposlil v okrajni tržaški bolniški blagajni, kjer je z izjemo vojnega časa ostal do leta 1919, in nadaljeval politično delovanje. Vse do vpisa v socialistično stranko je bil aktiven član Dramatičnega društva. Leta 1912 je postal sekretar političnega odbora v organizaciji JSDS v Trstu, potem pa so ga izvolili za člana izvršnega odbora in po preselitvi vodstva JSDS iz Ljubljane v Trst 1914, za predsednika (IO) stranke. Ko se je začela prva svetovna vojna, je bil sicer vpoklican, a ga zaradi slabega vida niso poslali na fronto. Za volitve leta 1913 je izdal brošuro Socialna demokracija in občinske volitve v Trstu, ki jo je napadel Il Lavoratore, češ da preveč poudarja narodnostne zahteve Slovencev. Po italijanski zasedbi Primorske ob koncu prve svetovne vojne je urejal delavski list Njiva, s Henrikom Tumo vodil slovenske socialdemokratske organizacije in v prid enotnosti delavskega gibanja, 1919 predlagal njihovo priključitev k Socialistični stranki Italije, kjer so ga na kongresu leta 1919 izvolili za člana centralnega odbora. Bil je tudi eden od ustanoviteljev Komunistične partije Italije januarja 1921, kamor so pod njegovim vodstvom pristopile slovenske socialistične organizacije, član vodstva (CK KP Italije) in tajnik njenega odbora za Julijsko krajino 1923–27. Bil je tudi (so)ustanovitelj in urednik Dela (1920–26) ter soizdajatelj in sodelavec Zapiskov Delavsko-kmetske matice.
Tako je postal vodilna politična osebnost delavskega gibanja v Trstu, hkrati in v enaki meri pa tudi ugleden slovenski kulturni delavec. Kmalu po prvi svetovni vojni se je začelo fašistično gibanje, katerega teror je bil osredotočen ravno na Trst in na tisti del delavskega gibanja, ki mu je načeloval. Zato je moral leta 1927 emigrirati v Ljubljano, od koder je poskušal voditi delo komunistov na Primorskem, a so ga oktobra 1929 iz Jugoslavije izgnali. Zatem se je prek Dunaja zatekel v Pariz, toda že konec 1930 so ga iz Francije izgnali v Belgijo. Iz Bruslja je kot član sekretariata mednarodne Rdeče pomoči nazadnje odpotoval v Moskvo, kjer je med letoma 1932 in 1941 v Zavodu za prevajanje marksistične literature vodil jugoslovansko sekcijo, bil pa je tudi urednik prevodov v slovenščino (psevdonim Matteo). Predaval je na Komunistični univerzi narodnostnih manjšin zahoda, od 1941 pa do vrnitve v Trst neposredno po koncu druge svetovne vojne je bil kot predstavnik Slovencev član vseslovanskega komiteja in urednik slovenske oddaje na radiu Moskva. Zagovarjal je združitev Primorske s Slovenijo.
1945 je prispel z II. jsl tankovsko divizijo iz SZ  ter apr. 1945 prešel na osvobojeno ozemlje v Črnomelj. Po osvoboditvi Trsta je že 3. maja 1945 javno nastopil. Bil je član centralnega komiteja KP Julijske krajine v Trstu, urednik obnovljenega Lavoratora in sodelavec tržaške revije Il Comunista.
Po projugoslovanski stavki v Trstu 1946 se je umaknil v Ljubljano in opravljal vrsto visokih političnih funkcij: od 1947 je bil minister v vladi LRS za komunalne zadeve, delo, prosveto, nato 1951–53 podpredsednik Prezidija Ljudske skupščine LRS. V republiškem izvršnem svetu je bil sekretar ter poslanec zvezne in republiške skupščine. Vodil je zvezo delavskih prosvetnih društev Svoboda (1952–58), od 1954 je bil predsednik Slovenske izseljenske matice do 1964, ko je iz zdravstvenih razlogov odstopil, občni zbor matice pa ga je izvolil za častnega predsednika. 1948–62 je bil član politbiroja oz. izvršnega komiteja CK KPS/ZKS, 1948–64 pa tudi član CK KPJ/ZKJ. Od 1954 je bil junak socialističnega dela.
Regent je zastopal stališče, da morajo slovenski delavci tudi meščanskim rojakom dokazati svojo kulturno neodvisnost. Vendar kultura zanj ni bila zgolj nekakšno orodje politike, temveč je bil trdno prepričan, da socializma brez kulturne vsebine ni. Njegov odnos do narodnega vprašanja v 20. letih 20. stoletja je bil sprva zelo podoben prepričanju precejšnjega števila tržaških komunistov, češ da je to »buržoazni problem«, že proti koncu omenjenega desetletja pa je vendarle navezal stike s pripadniki organizacije TIGR in jim pomagal pri sodelovanju z italijanskimi antifašisti v Parizu. Ko je med drugo svetovno vojno živel v Moskvi, si je prizadeval, da bi komunistične partije Jugoslavije, Italije in Avstrije v medsebojnem sodelovanju na pravičen način rešile slovensko narodno vprašanje oz. problem samoodločbe slovenskega naroda.
Izdal je delo Progresivna preusmeritev političnega gibanja med vojnama v Sloveniji in Trstu (1962).